# Attalo
Attalo, Atalo o Atala (f. 627 en Bobbio) fue un discípulo de San Columbano y su sucesor como abad en la abadía de Bobbio.

## Biografía
Attalo fue monje de la abadía de Lérins, pero la abandonó por la indisciplina reinante en la misma. Posteriormente ingresó en Luxeuil que había sido fundado por San Columbano. Cuando Columbano fue desterrado por el rey Teodorico II, Attalo le siguió. Se establecieron en la ribera del Trebbia, al noreste de Génova, donde fundaron la abadía de Bobbio. 
Después de la muerte de San Columbano en 615, Attalo lo sucedió como abad. Él, junto a sus monjes, sufrió los acosos del rey lombardo Arioaldo, hereje arriano. Como abad, Attalo apeló a la disciplina ante la rebelión de algunos de sus monjes y les permitió abandonar el monasterio. Algunos de éstos murieron, el resto volvió al monasterio considerando que los acosos del rey habían sido un castigo de Dios. 
Tuvo también San Attalo, por revelación divina, noticia de su próxima muerte. Cuando se acentuaron los síntomas de su enfermedad, mandó que lo sacaran de su celda y, al aproximarse el momento de su muerte, el monje que lo cuidaba vio que el santo contemplaba durante largo rato el cielo abierto. Attalo fue enterrando en Bobbio junto al sepulcro de San Columbano.